# Сульфат ртути(I)
Сульфат ртути(I) — неорганическое соединение, 
соль металла ртути и серной кислоты с формулой Hg2SO4,
бесцветные кристаллы,
не растворяется в воде,
образует кристаллогидрат.

## Получение
- Действие концентрированной горячей серной кислоты на избыток ртути:

{\displaystyle {\mathsf {2Hg+2H_{2}SO_{4}\ {\xrightarrow {80^{o}C}}\ Hg_{2}SO_{4}+SO_{2}\uparrow +2H_{2}O}}}
- Обработка раствора нитрата ртути(I) сульфатом натрия:

{\displaystyle {\mathsf {Hg_{2}(NO_{3})_{2}+Na_{2}SO_{4}\ {\xrightarrow {}}\ Hg_{2}SO_{4}\downarrow +2NaNO_{3}}}}

## Физические свойства
Сульфат ртути(I) образует диамагнитные бесцветные кристаллы с желтоватым оттенком
моноклинной сингонии.
Не растворяется в воде.
Образует кристаллогидрат состава Hg2SO4•2H2O.

## Химические свойства
- Разлагается при нагревании:

{\displaystyle {\mathsf {Hg_{2}SO_{4}\ {\xrightarrow {T}}\ HgSO_{4}+Hg}}}

## Применение
- Катализатор в органическом синтезе.
- Компонент нормальных элементов.
- В аналитической химии.